# Filip Danielsson
Filip Danielsson (* 15. November 1996) ist ein schwedischer Skilangläufer.

## Werdegang
Danielsson, der für den SK Bore startet, nahm von 2012 bis 2016 an Juniorenrennen teil. Seine ersten Rennen im Scandinavian-Cup lief er im Januar 2013 in Östersund, die er auf dem 99. Platz im Sprint und auf dem 62. Rang über 15 km Freistil beendete. Seine besten Platzierungen bei den Nordischen Junioren-Skiweltmeisterschaften 2015 in Almaty waren der neunte Platz über 10 km Freistil und der fünfte Rang mit der Staffel. Im folgenden Jahr errang er bei den Nordischen Junioren-Skiweltmeisterschaften in Râșnov den 40. Platz über 10 km klassisch und den 17. Platz über 15 km Freistil. Sein Debüt im Weltcup hatte er im Dezember 2017 in Lillehammer, das er auf dem 55. Platz im Skiathlon beendete. Bei den U23-Skiweltmeisterschaften 2018 in Goms belegte er den 18. Platz im Sprint, den 16. Rang im Skiathlon und den 11. Platz über 15 km klassisch. Im Februar 2020 holte er bei der Ski Tour, die er auf dem 36. Platz beendete, mit dem 30. Platz im Sprint in Trondheim seinen ersten Weltcuppunkt.